# 셔틀 운반 항공기

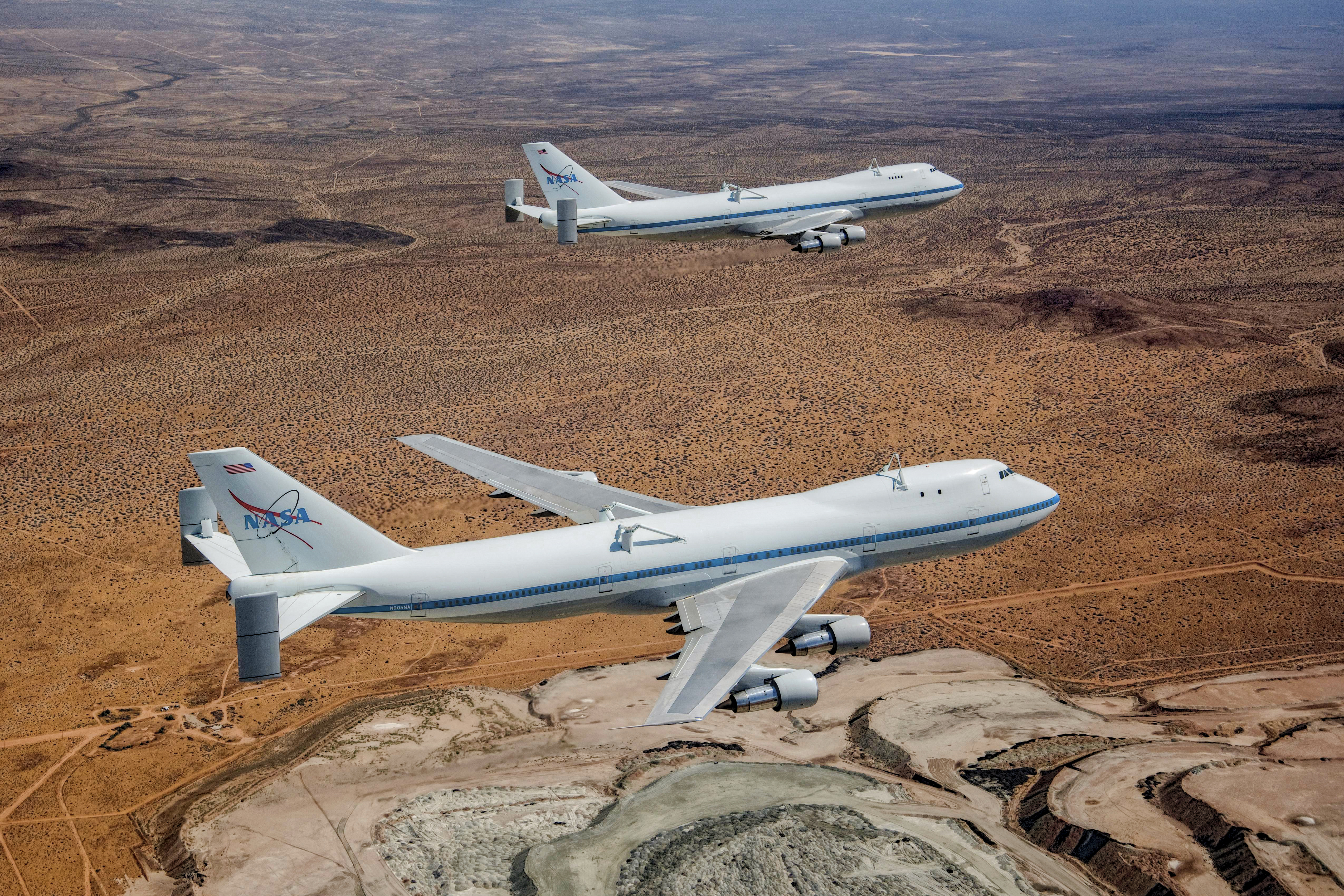
NASA의 셔틀 운반 항공기 905(앞쪽)와 911(뒷쪽)

셔틀 운반 항공기, 셔틀 운반용 항공기, 우주 왕복선 수송기(Shuttle Carrier Aircraft, SCA)는 미국 항공 우주국이 우주왕복선 궤도선을 수송하기 위해 사용하는 많은 부분이 수정된 2대의 보잉 747 여객기이다. 하나(N905NA)는 747-100 모델이고, 다른 하나(N911NA)는 단거리를 운행하는 747-100SR이다.
셔틀 운반 항공기는 우주왕복선들을 케네디 우주 센터의 우주 왕복선 착륙기지로 수송하기 위해 사용되었다.